# Harry Hershfield
Harry Hershfield (1885-1974) est un auteur de bande dessinée, journaliste et personnalité radiophonique américain. 
Il est surtout connu pour le comic strip Abie the Agent, distribué par King Features Syndicate de 1914 à 1940, et pour ses activités à la radio dans les années 1950 et 1960.